# Phoonk 2

Każdy, kto twierdzi, że film nie jest w stanie go wystraszyć, będzie mógł to stwierdzić osobiście

Phoonk 2 – bollywoodzki horror w reżyserii Milinda Gadagkara. Kontynuacja filmu Phoonk z 2008 roku. Mimo niskiego budżetu film nie odniósł takiego sukcesu jak pierwsza część. Za obejrzenie filmu samotnie w kinie producent jest w stanie zapłacić 500 tys. rupii, jeżeli śmiałek dotrwa do napisów końcowych.

## Obsada
- Rajiv - Sudeep
- Arati - Amruta Khanvilkar
- Raksha  - Ahsaas Channa
- Rohan - Rishabh Jain
- Lakshmi - Anu Ansari
- Madhu - Ashwini Kalsekar
- Arushi - Neeru Bajwa
- Ronnie - Amit Sadh
- Vinay - Ganesh Yadav
- Manja - Zakir Hussain
- Balu - Vikas shrivastav
- Agent nieruchomości - Rakesh Raj
- Goswami - Chyan Trivedi
- Egzorcysta - Jeeva